# Save Me From Myself
Save Me From Myself is het debuut solo-album van Brian "Head" Welch, voormalig bandlid van KoRn.
Het album is geïnspireerd door het christendom; Welch maakte het nadat hij tot deze religie was bekeerd.

## Tracklist
1. L.O.V.E. – 6:31
2. Flush – 4:26
3. Loyalty – 5:07
4. Re-Bel – 5:40
5. Home – 6:52
6. Save Me From Myself – 5:44
7. Die Religion Die – 5:34
8. Adonai – 5:19
9. Money – 4:43
10. Shake – 4:48
11. Washed By Blood – 9:34

## Bezetting
- Head - zang, leadgitaar, slaggitaar, synthesizer
- Archie J. Muise Jr. - slaggitaar
- Trevor Dunn - basgitaar
- Tony Levin - basgitaar
- Josh Freeze - drums